# Тарнава (герб)
Тарнава (пол. Tarnawa) — польский дворянский герб.

## Описание
В червлёном поле серебряный уширенный на концах крест, в нижнем левом углу сопровождаемый обращённым рогами к правой стороне щита золотым полумесяцем. Эмблема эта в XI веке принесена с острова Родоса. См. также герб рода Бистром.

## История
Представители этого герба упоминаются уже в XIII веке: Будивой Тарнавчик (1220) и Ян герба Тарнава (1258).
Первая известная печать с гербом Тарнава принадлежала Зигмунту из Тарговиска, канонику краковскому (1507 год).

## Герб используют
Barszczewski, Bąckiewicz, Boksicki, Boksycki, Bokszycki, Borucki, Borycki, Boryczewski, Borysewicz, Borysiewicz, Borysowicz, Броневские (Broniewski), Бистром (Bystram), Bystry, Bystrym, Diatełowicz, Dijatołowicz, Duczolski, Ereminowicz, Fraczewski, Gałązkowski, Gałązowski, Gałęzowski, Godowski, Gorzkowski, Gożkowski, Iwiński, Jagliński, Jagniński, Jamski, Jereminowicz, Kaim, Kleczkowski, Kluczkowski, Krobicki, Kropski, Krupa, Kryczewski, Krzyczewski, Lepiesowiecki, Malcewicz, Malczewski, Malczowski, Malkiewicz, Milkowski, Patryk, Petrellewicz, Petryka, Pietrelewicz, Polański, Przełomski, Radkiewicz, Radliński, Rodziewicz, Rudziewicz, Sinicki, Sinkiewicz, Sipajło, Sitnicki, Skrutowski, Slanka, Słanka, Stryjeński, Stryjewski, Stryjkowski, Ślanka, Tarczewski, Tarczowski, Tarczyński, Targowicki, Targowiecki, Tarzcowski, Tudorowiecki, Tudorowski, Tuszowski, Walczewski, Wencewicz, Wiencewicz, Więcewicz, Zajączkowski, Zirniewski, Zirymski, Żernicki